# Ramsau bei Berchtesgaden

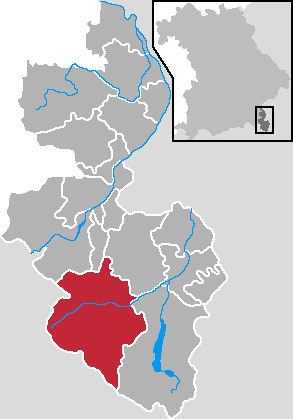
Localització de Ramsau bei Berchtesgaden respecte a la Regierungsbezirk de l'Alta Baviera i al Districte de Berchtesgadener Land

Ramsau bei Berchtesgaden és un municipi de l'Alta Baviera situat al districte de Berchtesgadener Land, prop de la frontera amb Àustria, a uns 35 km de Salzburg i a 150 km de Múnic. El Parc Nacional de Berchtesgaden, declarat Reserva de la Biosfera per la UNESCO el 1990, ocupa les dues terceres parts de la superfície del municipi i avui dia és un important atractiu turístic.
Ramsau és conegut per les seves muntanyes i els seus llacs, entre les muntanyes s'inclou el Watzmann i entre els llacs el Hintersee. Aquests paisatges són i han estat fotografiats i pintats des d'antic, com l'església del poble.

## Geografia
Ramsau és a una vall força encaixada de la conca de Berchtesgaden, al sud és tancada pel massís del Mont Watzmann (2.713 m) i la serralada de Hochkalter (2.607 m), per l'oest es troba la serra dels Reiteralpe (Große Häuselhorn, 2.284 m), mentre que la serra de Lattengebirge (Karkopf, 1.738 m) tanca la vall pel nord. La vall és travessada pel riu Ramsauer Ache i, de manera fàcil, l'accés només és possible per l'est, des de Berchtesgaden, tot i que també és possible passar pels ports de muntanya de Schwarzbachwacht, Hirschbichl (1.183 m) i Hochschwarzeck. El llac més important és el Hintersee, de 16 km².

## Història
La primera referència documental de Ramsau data del 1295 com a part del Prebostat de Berchtesgaden (Fürstprobstei Berchtesgaden). El 1810 va passar a formar part de Baviera i el 1818 va assolir la capacitat d'administrar-se esdevenint un dels seus municipis.

## Escut
L'escut de Ramsau conté una imatge de Sant Vicent sobre fons blau, amb una destral i un sapie (una eina típica dels Alps). A l'església de Ramsau hi ha un altar barroc, probablement donat el 1682, amb una estàtua de Sant Vicent amb aquestes eines característiques de la vida dels seus habitants. L'escut actual va ser adoptat el 1953 a partir una resolució municipal.

## Economia
Ramsau és situada al llarg del que fou la ruta comercial que portava sal des de Berchtesgaden a Àustria a través del pas de Hirschbichl. Però la seva economia tradicional es basava en l'agricultura, la ramaderia i l'aprofitament forestal, tot i que, de manera complementària i puntual, la manufactura de moles de molíva arribar a tenir certa importància.
Al segle xix Ramsau va començar a ser freqüentada per l'alta societat a causa de la caça i a continuació van ser els seus paisatges els que van començar a atreure visitants, a poc a poc el turisme va passar a ser una part important de l'economia dels seus habitants. A partir del 1978 Ramsau va reforçar el seu atractiu en crear-se el Parc nacional de Berchtesgaden. Avui dia és un dels principals centres turístics de la zona, essent el més important per nombre de pernoctacions. L'activitat econòmica es completa amb l'artesania i el comerç. L'agricultura ha esdevingut una activitat secundària.